# Mistrovství světa v ledním hokeji 2011 (Divize I)
Mistrovství světa v ledním hokeji 2011 (I. divize) se konalo od 17. do 23. dubna 2011 v Maďarsku (Budapešť, Papp László Budapest Sportaréna) a na Ukrajině (Kyjev).

## Účastníci

### Skupina A
| Tým         | Kvalifikace                                                   |
| ----------- | ------------------------------------------------------------- |
| Itálie      | 15. místo na Mistrovství světa v ledním hokeji 2010 a sestup. |
| Maďarsko    | Pořadatel, 2. místo v Divizi I. - Skupina B.                  |
| Japonsko*   | 3. místo v Divizi I. - Skupina A.                             |
| Nizozemsko  | 4. místo v Divizi I. - Skupina A.                             |
| Jižní Korea | 5. místo v Divizi I. - Skupina B.                             |
| Španělsko   | 1. místo v Divizi II. - Skupina A a postup.                   |

- Japonsko odstoupilo z turnaje z důvodu následků Zemětřesení a tsunami v Tóhoku 2011

### Skupina B
| Tým            | Kvalifikace                                                   |
| -------------- | ------------------------------------------------------------- |
| Kazachstán     | 16. místo na Mistrovství světa v ledním hokeji 2010 a sestup. |
| Ukrajina       | Pořadatel, 2. místo v Divizi I. - Skupina A.                  |
| Polsko         | 3. místo v Divizi I. - Skupina B.                             |
| Velká Británie | 4. místo v Divizi I. - Skupina B.                             |
| Litva          | 5. místo v Divizi I. - Skupina A.                             |
| Estonsko       | 1. místo v Divizi II. - Skupina B a postup.                   |

## Skupiny

### Skupina A
| Tým         | Z | V | VP | PP | P | GV | GI | +/- | B  |
| ----------- | - | - | -- | -- | - | -- | -- | --- | -- |
| Itálie      | 4 | 3 | 1  | 0  | 0 | 15 | 5  | +10 | 11 |
| Maďarsko    | 4 | 3 | 0  | 1  | 0 | 29 | 11 | +18 | 10 |
| Jižní Korea | 4 | 1 | 0  | 1  | 2 | 11 | 18 | -7  | 4  |
| Nizozemsko  | 4 | 1 | 0  | 0  | 3 | 16 | 18 | -2  | 3  |
| Španělsko   | 4 | 0 | 1  | 0  | 3 | 6  | 25 | -19 | 2  |

| Datum     | Tým         | Výsledek                          | Tým         |
| --------- | ----------- | --------------------------------- | ----------- |
| 17.4.2011 | Španělsko   | 0 - 2 (0-0, 0-1, 0-1) Report      | Itálie      |
| 17.4.2011 | Nizozemsko  | 3 - 7 (0-4, 2-1, 1-2) Report      | Maďarsko    |
| 18.4.2011 | Itálie      | 3 – 2 (2–1, 1–1, 0–0) Report      | Nizozemsko  |
| 18.4.2011 | Maďarsko    | 6 – 3 (3–1, 0–0, 3–2) Report      | Jižní Korea |
| 20.4.2011 | Španělsko   | 2 – 8 (0–4, 0–2, 2–2) Report      | Nizozemsko  |
| 20.4.2011 | Itálie      | 6 - 0 (1-0, 2-0, 3-0) Report      | Jižní Korea |
| 22.4.2011 | Nizozemsko  | 3 - 6 (1-1, 2-4, 0-1) Report      | Jižní Korea |
| 22.4.2011 | Maďarsko    | 13 - 1 (5-0, 3-0, 5-1) Report     | Španělsko   |
| 23.4.2011 | Jižní Korea | 2 - 3 (0-1, 1-0, 1-1, 0-1) Report | Španělsko   |
| 23.4.2011 | Itálie      | 4 - 3 (3-1, 0-1, 0-1, 1-0) Report | Maďarsko    |

### Skupina B
| Tým            | Z | V | VP | PP | P | GV | GI | +/- | B  |
| -------------- | - | - | -- | -- | - | -- | -- | --- | -- |
| Kazachstán     | 5 | 4 | 1  | 0  | 0 | 21 | 6  | +15 | 14 |
| Velká Británie | 5 | 4 | 0  | 0  | 1 | 21 | 9  | +12 | 12 |
| Ukrajina       | 5 | 3 | 0  | 1  | 1 | 19 | 12 | +7  | 10 |
| Polsko         | 5 | 2 | 0  | 0  | 3 | 18 | 15 | +3  | 6  |
| Litva          | 5 | 1 | 0  | 0  | 4 | 9  | 24 | −15 | 3  |
| Estonsko       | 5 | 0 | 0  | 0  | 5 | 8  | 30 | −22 | 0  |

| Datum     | Tým            | Výsledek                          | Tým            |
| --------- | -------------- | --------------------------------- | -------------- |
| 17.4.2011 | Estonsko       | 1 - 5 (0-2, 1-1, 0-2) Report      | Kazachstán     |
| 17.4.2011 | Litva          | 1 - 5 (1-2, 0-2, 0-1) Report      | Polsko         |
| 17.4.2011 | Velká Británie | 5 - 3 (0-1, 3-2, 2-0) Report      | Ukrajina       |
| 18.4.2011 | Polsko         | 8 - 3 (1-0, 2-1, 5-2) Report      | Estonsko       |
| 18.4.2011 | Kazachstán     | 2 - 1 (0-1, 1-0, 1-0) Report      | Velká Británie |
| 18.4.2011 | Ukrajina       | 5 - 1 (2-0, 1-1, 2-0) Report      | Litva          |
| 20.4.2011 | Kazachstán     | 7 – 0 (2–0, 3–0, 2–0) Report      | Litva          |
| 20.4.2011 | Estonsko       | 0 – 7 (0–7, 0–0, 0–0) Report      | Velká Británie |
| 20.4.2011 | Ukrajina       | 4 - 1 (1-0, 3-1, 0-0) Report      | Polsko         |
| 21.4.2011 | Velká Británie | 5 – 2 (4–0, 1–1, 0–1) Report      | Litva          |
| 21.4.2011 | Polsko         | 2 – 4 (0–2, 0–1, 2–1) Report      | Kazachstán     |
| 21.4.2011 | Ukrajina       | 5 – 2 (1–0, 4–2, 0–0) Report      | Estonsko       |
| 23.4.2011 | Litva          | 5 - 2 (2-1, 1-1, 2-0) Report      | Estonsko       |
| 23.4.2011 | Polsko         | 2 - 3 (1-2, 1-0, 0-1) Report      | Velká Británie |
| 23.4.2011 | Kazachstán     | 3 - 2 (0-0, 1-1, 1-1, 1-0) Report | Ukrajina       |